# Сизово (Пермский край)
Сизово — деревня в Кочёвском районе Пермского края. Входит в состав Юксеевского сельского поселения. Располагается севернее районного центра, села Кочёво. Расстояние до районного центра составляет 30 км. По данным Всероссийской переписи населения 2010 года, в деревне проживало 10 человек (6 мужчин и 4 женщины).

## История
По данным на 1 июля 1963 года, в деревне проживало 139 человек. Населённый пункт входил в состав Юксеевского сельсовета.